# Quartiere Varesina
Il quartiere Varesina è un quartiere di Milano  posto nella periferia nord-occidentale della città, appartenente al  Municipio  8  ed ai NIL n. 71 "Villapizzone - Cagnola - Boldinasco" e 76 "Quarto Oggiaro - Vialba - Musocco". 
Il nome del quartiere deriva dall'antica "strada Varesina", la strada da Milano per Varese.

## Caratteristiche
Il quartiere Varesina si trova a gravitare intorno a via Varesina, che, uscendo da Milano, ha origine in località Cagnola, dall'incrocio tra le vie Sidney Sonnino, Giambattista Bodoni e Michelino da Besozzo, poco lontano da Piazzale Accursio.  

## Storia

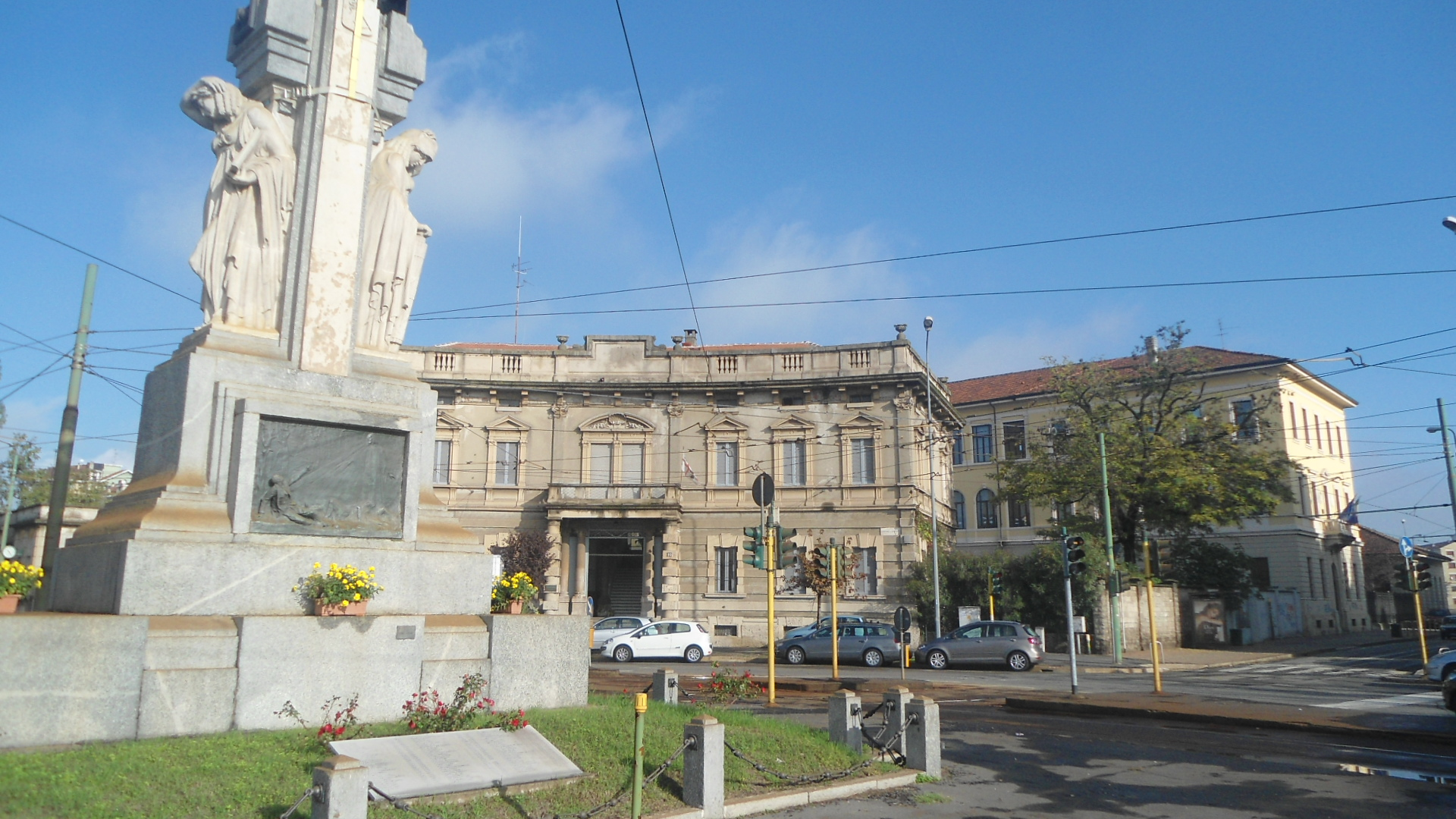
Piazzale Santorre di Santarosa con in primo piano il monumento ai caduti di Musocco, dietro l'edificio al civico 10 e sulla destra la scuola di via De Rossi 2

Il Quartiere Varesina occupa una parte della superficie del comune Musocco soppresso nel 1923. La zona subisce una profonda trasformazione con la costruzione dopo la metà dell'Ottocento di due grandi vie che cambiano le geografia della zona separando distintamente i vecchi centri:
- la costruzione della Ferrovia Torino-Milano nel 1856.[5]
- il viale di accesso per l'Autostrada dei Laghi intorno al 1920.[6]

## La chiesa di Santa Marcellina e San Giuseppe alla Certosa

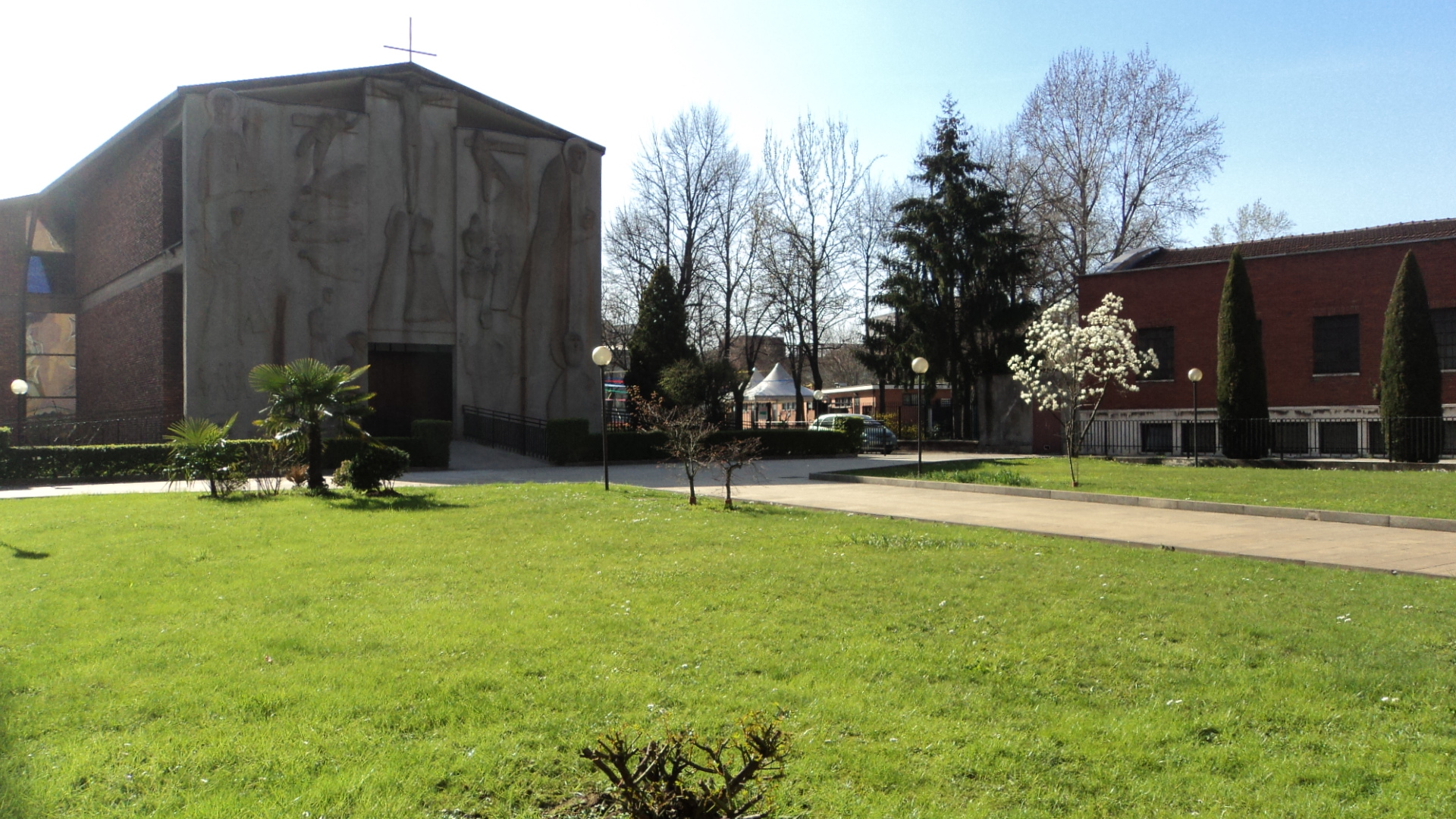
La chiesa Santa Marcellina e San Giuseppe alla Certosa con il piazzale a giardino

Il centro del quartiere può essere ritenuto piazzale Santorre di Santarosa con la vicina chiesa di Santa Marcellina e San Giuseppe alla Certosa. La chiesa fu progettata dall'architetto Mario Tedeschi, con facciata a rilievo eseguita dallo scultore milanese Carlo Ramous. Fu inaugurata nel 1958.

## Edifici di rilievo
In piazzale Santorre di Santarosa troviamo:
- la vecchia sede del comune di Musocco, al civico 10, diventato nel tempo anche Casa del Fascio e successivamente sede[8] della Croce Verde Sempione.
- il Monumento ai caduti di Musocco inaugurato nel 1923 con i nomi dei caduti del vecchio comune durante la prima guerra mondiale e restaurato nel 2008.[9][10]

In viale Espinasse, angolo viale Certosa, nel 1953 viene costruita la stazione di servizio Agip, opera dell'architetto Mario Bacciocchi, tuttora esistente. La struttura della stazione, che unisce l'angolo acuto dei due viali, ricorda quella di una nave che si eleva dal manto stradale, dando un senso di plasticità e dinamismo, opera ritenuta di pregio architettonico.